# 婦の溜女粋
『婦の溜女粋』（おんなのためいき）とは、Mopal（ムーパル）で2009年10月から放送されていたバラエティ番組。月2回、土曜日に無料配信されていたが、2010年2月27日の第10回放送をもって終了。
現在月2回　土曜日に無料配信している。

## 概要
- 元ずうとるびの江藤博利とヤマモこと山本雅俊元JWP女子プロレスリングアナが、熟女ゲストと熟女の魅力について語るトークバラエティ。
- 人気コーナー「青山愛の催眠ルージュ」では、青山愛さんが視聴者から寄せられた性の悩みに、率直で過激なアドバイスをしてくれる。

## 今まで出演したゲスト
- 青山愛
- 伊藤雅奈子
- 山咲美花
- 白水力
- 杉本蘭
- ミュウ (AV女優)